# ЗІС-5
ЗІС-5 — радянський вантажний автомобіль вантажопідйомністю 3 тонни, який випускався з 1933—1941 та 1942—1948. Основний вантажний автомобіль Червоної армії за часів Другої світової війни.

## Історія створення

AutoCar-SA. Фото 1930 року

Робота з проєктування нового автомобіля почалась з аналізу недоліків попередньої моделі АМО-3, виявлених під час Каракумського пробігу та при подальшій експлуатації у реальних умовах. Керував розробкою головний конструктор заводу Е. И. Важінський.
Був копією американського автомобіля AutoCar-SA, який автомобілебудівна фірма AutoCar Truck виготовляла на власній рамі з комплектацією вузлів інших фірм. На основі куплених 1930 у США 2000 комплектів автомобілів спочатку зібрали АМО-2, згодом АМО-3, після 1933 р. ЗІС-3. Почали з двигуна: потужності двигуну не вистачало, і вантажівка зупинялась на підйомі. Робочий об‘єм підняли з 4,88 л до 5,55 л та потужність відповідно з 66 к.с. до 73 к.с. Була замінена коробка передач, карданний вал спростили. Металева кабіна була замінена дерев'яною. Для прискорення процесу переходу на нову модель, модернізовані вузли завод впроваджував одразу по мірі готовності виробництва, тому АМО-3 останніх партій зовні не відрізнялись від ЗІС-5.
26 липня 1933 року були зібрані перші 10 експериментальних машин, а вже з початку 1934 року завод починає масовий випуск ЗІС-5. У 1934 році, після завершення основної реконструкції підприємства, вантажівка пішла у масову серію. Вантажівка ЗІС-5 стала етапною моделлю в історії заводу та протрималася на виробництві 15 років. На базі автомобіля ЗІС-5 було розроблено біля 25-ти різновидів та модифікацій вантажівки, 19 з яких були реалізовані у виробництві.
На базі ЗІС-5 виготовлялись самоскиди, цистерни, хлібові фургони та автобуси. Перші реактивні системи залпового вогню БМ-13 також збирались на шасі ЗІС-5. Всього за роки випуску з 1934–1948 було виготовлено 532 311 автомобілів ЗІС-5.

## Опис конструкції
Вантажопідйомність — до 3 тонн. Тримальна рама, ведучий задній міст, ресорна підвіска без амортизаторів.
Конструкція машини була класичною 4х2 на лонжеронній рамі з напівеліптичними ресорами. Кабіна — прямокутна, дерев'яна, оббита бляхою. Недосконалий на той час гідравлічний привід гальм був замінений на механічний. Кабіна водія була простора, але не опалювалась та мала примітивну вентиляцію. Ця модель стала першою (у радянському автопромі), де до серійного обладнання додавався компресор для накачування шин.
ЗІС-5 бамперами не комплектувались, виняток — експортні вантажівки.
Двигун — чотиритактний, нижньоклапанний, карбюраторний, число циліндрів — 6, об'єм — 5555 см3, потужність — 82 к. с., працював на різних видах пального: бензині з октановим числом 55–60, бензолі, суміші спирту з бензином або бензолом, у спекотну погоду — на гасі. Ресурс до капітального ремонту становив 70 тис.км, а нерідко вони наїжджали й понад 100 тис. км.

## Експорт
Модель експортувалась у Туреччину, Іран, Прибалтійські республіки та Монголію. Експортний варіант зовні відрізнявся наявністю переднього бамперу, котрий, як і передня частина радіатора, був нікельований. Всього до війни встигли виготовити більше 325 тис. штук, приблизно третина з них пішла у армійські частини.